# Herr Arnes penningar (opera)
Herr Arnes penningar är en radioopera och för scenen med musik av Gösta Nystroem. Libretto av Bertil Malmberg efter Selma Lagerlöfs berättelse Herr Arnes penningar. Detta verk är den enda opera, som Gösta Nystroem fullbordade.

## Historia
Operan uruppfördes av Sveriges Radio den 26 november 1959. Då librettisten Bertil Malmberg avled 1958 avslutades arbetet med libretto av dirigenten för uruppförandet, Styrbjörn Lindedal. Även tonsättaren medverkade vid att fullborda librettot. År 1961 lades en aria till i fjärde scenen och verket uppfördes på Stora Teatern i Göteborg 1961. Det gjordes en ny uppsättning på Stora Teatern 1975. Denna produktion spelades in av Sveriges Radio 1976. 
Den 23 april 2017 uppfördes verket återigen i Göteborg, denna gång konsertant på Göteborgsoperan i en nyutgåva av dirigenten Patrik Ringborg. Fem år senare, den 19 februari 2022, fick verket en scenisk premiär med samma dirigent, regi av Mattias Ermedahl och med scenografi av Lars-Åke Thessman.